# 또하나의문화
또 하나의 문화는 평등과 평화, 자율과 공존의 가치를 실현하는 새로운 대안 문화의 형성을 목표로, 21세기 문화정책 비전 제시로 전문인력 양성에 필요한 문화학술 교육사업을 목적으로 1984년 설립되었으며, 동인단체로서 다양한 활동을 하다가, 1999년 3월 30일 대한민국 문화체육관광부 소관의 사단법인으로 전환되었다. 사무실은 서울특별시 마포구 동교동 184-6 대재빌라 302호(우: 04057)에 있다.

## 주요 사업
젠더와 청소년, 청년, 노년 세대를 위한 문화정책 비전을 제시하고, 전문 인력 양성에 필요한 학술․문화․교육 사업을 실시함으로써 평등과 평화, 자율과 공존의 가치를 실현하는 대안문화의 창출에 그 목적을 두고 있으며, 다음의 사업을 한다.
1. 문화관련 연구 및 정책개발 사업
2. 대안문화 기획 및 교육, 미디어개발, 홍보사업
3. 청소년, 청년, 노년 세대 정책관련 시설 위탁운영
4. 국내외 관련 단체와의 교류 협력 사업
5. 기타 본회의 목적달성에 필요한 사업